# Moulin du Boëlle
Le moulin du Boëlle est un moulin situé à Montreuil-Bellay, en France.

## Localisation
Le moulin est situé dans le département français de Maine-et-Loire, sur la commune de Montreuil-Bellay.

## Historique
L'édifice est inscrit au titre des monuments historiques en 1986.